# Sunny Doench
Sunny Doench (* 21. Mai 1972 in Dayton, Ohio) ist eine US-amerikanische Schauspielerin und Musikerin.

## Leben und Leistungen
Sunny Doench hat einen Zwillingsbruder, Adam Doench, nach dem sie die Musikgruppe Adam’s Sister benannte. Als Musikerin wurde sie für den L.A. Music Award in den Kategorien Female Vocalist of the Year und Independent Single of the Year nominiert. Sie trat auf und veröffentlichte ebenfalls solo.
Als Schauspielerin debütierte Doench in einer der größeren Rollen im Independent-Actionfilm Death Run to Istanbul aus dem Jahr 1993. Im Independent-Actionfilm Backlash (1994) übernahm sie die Hauptrolle. Im Jahr 2001 moderierte sie die Fernsehsendung The Dating Zone, bei der ihr Bruder Adam Doench als Regisseur, Drehbuchautor und Produzent tätig war. Es folgte unter anderen eine größere Rolle im Filmdrama Blue in Green (2005). Im Thriller Downloading Nancy (2008) trat sie an der Seite von Maria Bello, Jason Patric und Rufus Sewell auf.

## Filmografie (Auswahl)
- 1993: Death Run to Istanbul
- 1994: Backlash
- 1999: Forgiven
- 2000: Talk of the Town
- 2001: Double Deception
- 2002: Only in Hollywood
- 2004: Love Thy Neighbor (Kurzfilm)
- 2005: Blue in Green
- 2008: Downloading Nancy
- 2011: Coffin